# Aganocrossus tacitus
Aganocrossus tacitus är en skalbaggsart som beskrevs av Bordat 2008. Aganocrossus tacitus ingår i släktet Aganocrossus och familjen Aphodiidae. Inga underarter finns listade i Catalogue of Life.